# Médecine régénérative
La médecine régénérative, encore appelée médecine régénératrice, est « un domaine interdisciplinaire de recherche et d'applications cliniques axée sur la réparation, le remplacement ou la régénération de cellules, de tissus ou d'organes pour restaurer une fonction altérée » du corps humain. La médecine régénérative s’applique à de nombreux domaines pathologiques comme les maladies dégénératives, les traumatismes ou les malformations congénitales, notamment par l'utilisation de cellules souches, d’ingénierie tissulaire, de génie génétique, de médicaments de thérapie innovante et de molécules solubles.

## Histoire
En 1869, la première greffe de peau est réalisée à Genève par le chirurgien Jacques-Louis Reverdin pour le traitement d’une plaie ouverte du bras. Cet essai fut une réussite, il peut être considéré comme la première tentative majeure de restaurer la structure et la fonction d’un organe.
Par la suite, la médecine régénérative connut de nombreux progrès, notamment à travers les avancées scientifiques récentes sur les cellules souches.
En 1900, Carl Landsteiner identifie les différents groupes sanguins humain. La première transfusion intraveineuse de sang total découle de cette recherche, et peut être vue comme la première thérapie cellulaire dans l'histoire de la médecine moderne. Ce fût une transfusion provenant d'un donneur pour un receveur. La Première Guerre mondiale permet la consolidation de cette pratique, face au nombre important de blessés souffrant d’hémorragie aiguë, la transfusion étant un traitement efficace pour restaurer le volume sanguin.
En 1960, Ernest McCulloch et James Till découvrent les cellules souches hématopoïétiques. Puis en 1981, ce sont les cellules souches embryonnaires qui sont isolées pour la première fois et cultivées à partir de blastocystes de souris par les biologistes britanniques Martin Evans et Matthew Kaufman. Ces avancées ont permis de disposer de nouvelles méthodes de transplantation ou de différents types cellulaires pour tester de nouveaux traitements.
Le terme de médecine régénérative a été introduit dans la culture populaire en 1999 par William A. Haseltine. Il décrit cette nouvelle classe de thérapies comme « une approche de la thérapie qui emploie des gènes, des protéines et des cellules pour repousser, restaurer ou remplacer mécaniquement les tissus qui ont été blessés par un traumatisme, endommagés par la maladie ou usés par le temps » et « offre la perspective de guérir des maladies qui ne peuvent pas être traitées efficacement aujourd'hui, y compris celles liées au vieillissement ».

## Stratégies
La médecine régénérative est une spécialité multidisciplinaire qui englobe différents domaines de développement technologique dont la thérapie génique, cellulaire et tissulaire. Elle peut être caractérisée comme « des procédures médicales dans lesquelles les cellules ou les gènes représentent le médicament » à visée de régénération d’un organe, voire de rajeunissement d’un organe ou de l’individu (voir projet SENS). Plusieurs stratégies sont utilisables seules ou en combinaison : la thérapie cellulaire, la thérapie tissulaire et la thérapie génique. À noter que l’utilisation de cellules génétiquement modifiées pour l’immunothérapie n’est pas considérée comme relevant de la médecine régénérative.

### Thérapie cellulaire
Les cellules souches sont privilégiées en thérapie cellulaire dans le cadre de la médecine régénérative car elles ont la capacité de régénérer des tissus, voire un organe. Ces cellules peuvent être prélevées chez un patient puis réinjectées chez ce même patient dans un second temps (greffe autologue), ou bien elles peuvent provenir d’un donneur et être transplantées chez un receveur (greffe allogénique). Dans un cadre expérimental, les cellules peuvent parfois être prélevées chez un animal (le plus souvent le porc) pour être greffées chez l’Homme (greffe xénogénique). Une correspondance immunologique entre le donneur de cellules souches et le receveur et un traitement immunosuppresseur chez le patient est le plus souvent nécessaire pour les allogreffes et les xénogreffes.

#### Cellules souches hématopoïétiques
Chez l’adulte, les cellules souches hématopoïétiques (CSH) se situent en majorité dans la moelle osseuse, mais peuvent aussi se retrouver dans le sang périphérique, le sang du cordon ombilical et les tissus fœtaux. L’extraction des CSH peut être réalisée grâce à l’utilisation de certaines chimiokines, dont CXCL12 qui permet le transit de la CSH de sa niche vers la circulation sanguine. Les CSH sont ensuite identifiées à l’aide de la cytométrie de flux à partir de marqueurs présents à leur surface, par exemple la molécule CD34.

#### Cellules souches embryonnaires
Les cellules souches embryonnaires sont des cellules pluripotentes dérivées de la masse cellulaire interne du blastocyste. Les cellules pluripotentes sont des cellules souches qui peuvent se différencier en n'importe quel type cellulaire dans le corps, mais elles ne peuvent pas se différencier en tissu extra-embryonnaire. Les thérapies par cellules souches embryonnaires ont été proposées pour la médecine régénérative notamment grâce à leur capacité à renouveler des tissus après une blessure ou une maladie.

#### Cellules pluripotentes induites
Les cellules souches pluripotentes induites (également appelées cellules iPS) sont générées directement à partir d'une cellule somatique, par exemple les globules blancs présent dans une simple prise de sang. C’est Shinya Yamanaka qui démontre en 2006 que l’expression transitoire de 4 gènes Oct3/4, Sox2, c-Myc et Klf4 permet la reprogrammation d’une cellule somatique en cellule pluripotente dans un milieu de culture adapté aux cellules souches embryonnaires. L’utilisation de ces cellules permet de contourner les difficultés éthiques concernant l'utilisation d'embryons humains, ainsi que le problème du rejet des tissus après transplantation dans le cas où l’on utiliserait des iPS obtenues à partir du patient lui-même (situation de greffe autologue).

### Ingénierie tissulaire
L'ingénierie tissulaire est définie en 1993 par Robert Langer et Joseph Vacanti comme « un domaine interdisciplinaire qui applique les principes de l'ingénierie et des sciences de la vie au développement de substituts biologiques qui restaurent, maintiennent ou améliorent la fonction des tissus ».
Si les cellules sont une composante majeure de l’ingénierie tissulaire, l’association à une « matrice » est essentiel. En effet, cet assemblage permet d’induire les interactions cellulaires indispensables à la formation de nouveaux tissus fonctionnels. Ces matrices élaborées imitent la matrice extracellulaire du tissu que l’on veut régénérer. Ils ont en général comme objectifs de permettre la fixation et la migration des cellules, délivrer et retenir les facteurs biochimiques, permettre la diffusion des nutriments cellulaires vitaux, exercer certaines contraintes mécaniques. Les matériaux employés pour ces matrices peuvent être naturels ou synthétiques et peuvent être biodégradables comme les hydrogels, ou non biodégradables comme le silicone. Outil technologique de l'ingénierie tissulaire, la bioimpression  permet de produire artificiellement des tissus biologiques.
Avec cette technique, la notion de biocompatibilité est essentielle afin de diminuer au minimum les effets indésirables.

### Thérapie génique
L'Agence européenne des médicaments (EMA) définit le médicament de thérapie génique comme un médicament biologique qui remplit les deux caractéristiques suivantes : « (a) il contient une substance active qui contient ou consiste en un acide nucléique recombinant utilisé ou administré à des êtres humains en vue de réguler, réparer, remplacer, ajouter ou supprimer une séquence génétique ; (b) son effet thérapeutique, prophylactique ou diagnostique se rapporte directement à la séquence d'acide nucléique recombinante qu'il contient, ou au produit d'expression génétique de cette séquence ».
On distingue au sein de la thérapie génique deux catégories : la thérapie génique germinale où le gène modifié sera transmis à la prochaine génération, et la thérapie génique somatique où le matériel génétique inséré dans la cellule cible n'est pas transmis à la génération suivante. La législation actuelle n'autorise la thérapie génique que sur les cellules somatiques.
La modification de l’ADN dans les cellules peut être réalisée par plusieurs méthodes. On peut les catégoriser à partir des méthodes virales avec des virus recombinants (parfois appelés nanoparticules biologiques ou vecteurs viraux) et les méthodes non virales. Pour ces dernières, la molécule d’ADN à incorporer à la cellule est combinée à des molécules chimiques pour faciliter la traversée de la membrane lipidique. Ces vecteurs, pouvant être produits par des bactéries (permettant une production à grande échelle), sont des particules inertes qui ont comme avantages une faible immunogénicité de l'hôte. Cependant, leur efficacité est inférieure en comparaison de celle des virus pour transférer une information génétique dans une grande population de cellules, ce qui rend difficile leur utilisation dans certains cas (modification d'une grande partie des cellules d'une tumeur par exemple). La livraison de matériel génétique dans les cellules du patient peut également être réalisée par injection de plasmides ou par implantation de matériaux génétiquement activés.
Le cancer est actuellement la maladie la plus courante traitée par thérapie génique, suivi des maladies monogénétiques et cardiovasculaires.

## Exemple d’applications

### Système hématopoïétique: greffe de cellules souches hématopoïétiques
Les cellules hématopoïétiques sont des cellules multipotentes indispensables à l’hématopoïèse. Elles peuvent donner naissance à l’intégralité des cellules sanguines. Ces cellules sont aujourd’hui le traitement de nombreuses pathologies, malignes ou non. On peut donner comme exemple (liste non exhaustive) :
- les leucémies : leucémie myéloïde aiguë, leucémie myéloïde chronique, leucémies aiguë lymphoblastique
- les lymphomes : lymphome hodgkinien et non hodgkinien
- Les anémies : thalassémie, anémie falciforme, anémie aplasique

La greffe de CSH peut être autologue, lorsque l’extraction des CSH du patient se fait par aphérèse puis qu’elles sont stockées dans un congélateur. Le patient est par la suite traité par chimiothérapie et/ou, selon le protocole, par radiothérapie, afin d’éradiquer les cellules sanguines malignes. Les CSH autologues sont ensuite transfusées dans sa circulation sanguine. Elles reprennent la production de cellules sanguines du patient.
La greffe de CSH peut être aussi allogénique. Ce type de greffe peut être réalisé à partir d'un donneur sain apparenté ou non apparenté. Le donneur et le receveur doivent présenter une compatibilité avec le système HLA (human leucocyte antigen). Il est possible qu’un receveur ne trouve pas de donneur compatible. Dans ce cas, des unités de sang de cordon ombilical en banque ou un membre de la famille partiellement compatible peuvent être utilisés.

### Système immunitaire: déficit immunitaire congénitaux
La thérapie génique est un succès dans le traitement des déficits immunitaires congénitaux, notamment dans le déficit en adénosine désaminase, le déficit immunitaire combiné sévère et le syndrome de Wiskott-Aldrich. La stratégie thérapeutique est basée sur la transplantation de cellules souches hématopoïétiques autologues CD34-positives et génétiquement corrigées, cela permet la restauration des fonctions normales des cellules immunitaires. La même stratégie a ensuite été appliquée plus récemment à l'adrénoleucodystrophie liée à l'X génétiquement corrigées ex vivo avec un vecteur lentiviral codant l'ABCD1 de type sauvage.

### Système musculosquelettique: Transplantation de myoblastes
La médecine régénérative rencontre des difficultés dans certaines pathologies musculaires. Par exemple, au début des années 1990, la transplantation de myoblastes dans la dystrophie musculaire de Duchenne s'est avérée peu efficace. Cela était dû à une très mauvaise prise de la greffe, la plupart des cellules mourant immédiatement après la transplantation. Quant aux cellules survivantes, elles étaient incapables de migrer du site d'injection vers la fibre musculaire.

### Système nerveux central: La maladie de parkinson
La thérapie cellulaire suscite de nombreux espoirs pour la maladie de Parkinson. Cette pathologie est l'une des maladies neurodégénératives les plus courantes, avec des traitements actuels qui sont uniquement symptomatiques et ne stoppent pas l'évolution progressive de la maladie. Plusieurs études cliniques ont démontré que la transplantation de cellules fœtales pourrait être une approche thérapeutique viable pour cette pathologie. Cependant, l'utilisation de cellules fœtales humaines comme schéma thérapeutique se heurte à des problèmes éthiques, incitant les scientifiques à explorer des sources cellulaires alternatives. Actuellement, la recherche se poursuit avec les cellules souches pluripotentes induites.

### Système cardiovasculaire: Insuffisance cardiaque
La thérapie cellulaire représente une nouvelle approche prometteuse pour restaurer la fonction cardiaque altérée à la suite d'un infarctus du myocarde. Cette technique consiste à injecter des cellules capables de compenser la perte de cellules cardiaques, limitant ainsi l'évolution vers l'insuffisance cardiaque. Dans une étude récente de phase I, des myoblastes périphériques autologues ont été utilisés, isolés à partir d'une biopsie du vaste externe de la cuisse. Après isolement et mise en culture pour expansion, ces myoblastes ont été réinjectés dans le territoire myocardique nécrosé et non revascularisable, durant le temps opératoire nécessaire au pontage du réseau gauche. Les résultats préliminaires de cette étude ont montré la faisabilité de cette technique, avec une viabilité des cellules implantées et une récupération de fonction contractile de la zone greffée. Cependant, l'effet indésirable principal observé était la survenue de troubles du rythme chez certains patients, nécessitant un traitement supplémentaire. Malgré les limitations de cette étude de phase I qui ne peut démontrer l'efficacité de la méthode, elle constitue une première étape importante pour évaluer la sécurité et la faisabilité de cette approche. Dans ces conditions, une étude de phase II randomisée, multicentrique et en double insu contre placebo sera entreprise prochainement pour évaluer plus approfondiment l'efficacité de la thérapie cellulaire en cardiologie.

## Difficultés, risques, éthique, précautions à prendre
Pendant plusieurs décennies, la production des cellules à greffer a été l'obstacle majeur à la médecine régénérative (à l'exception notable de la transplantation de cellules souches hématopoïétiques, réussie dès les années 1960).
La découverte des cellules souches embryonnaires a changé la donne, mais avec l'inconvénient d'être une source allogénique de cellules, nécessitant la constitution de banques de cellules et/ou l'usage de médicaments immunosuppresseurs pour éviter le rejet des cellules injectées.
Le clonage thérapeutique, visant à produire des cellules souches embryonnaires issues du patient, a été proposé comme source de cellules pour la médecine régénérative. Malgré les difficultés inhérentes à cette technologie, la découverte des iPS (cellules souches pluripotentes induites) a solutionné la problématique de la source des cellules, pour la plupart sinon tous les types cellulaires (d'origine allogénique ou autologue).
Mais d'autres obstacles existent : 
- coût : générer un produit cellulaire et tout particulièrement des lignées iPSC sûres, est très coûteux[21], surtout si la thérapie nécessite une source cellulaire autologue[22].
- la méthode d'administration : régénérer un tissu implique que les cellules (ou le tissu-médicament) intègre le site pathologique, y survive, et forme un organe fonctionnel, ce qui est difficile pour les tissus solides (os, dent par exemple). Les solutions seront certainement spécifiques à chaque organe, voire à chaque maladie. Ainsi, pour soigner les maladies de l'épithélium pigmenté de la rétine, transplanter un feuillet d'épithélium pigmenté de la rétine pourrait être plus efficace[23] que l'injection d'une suspension cellulaire, par définition ni structurée en tissu, ni polarisée[24] ;
- le risque de voir une tumeur se développer à partir des cellules souches introduites dans le corps existe, qu’elles soient embryonnaires ou pluripotentes induites (iPS). Les cellules souches, se caractérisent en effet par leur capacité à se diviser de façon quasi illimitée et à se différencier en de nombreux types cellulaires ; si la différenciation n’est pas totalement contrôlée lors du processus de préparation (reprogrammation ou modification de ces cellules) en vue de leur transplantation, certaines cellules indifférenciées pourraient conserver une forte capacité de prolifération, donnant potentiellement naissance à des tumeurs (de type teratomes, notamment). Lors de l'initiation de la pluripotence dans des cellules adultes (qui se fait en y introduisant des facteurs transcriptionnels via un vecteur viral, peut parfois entraîner l’insertion aléatoire de matériel génétique dans le génome de la cellule. L'utilisation de rétrovirus est notamment associée à un risque d’insertion dans des loci génomiques critiques, pouvant activer des oncogènes ou perturber des régulateurs de la croissance cellulaire, et ainsi favoriser la transformation maligne. Si le protocoles de différenciation et de purification avant implantation est imparfait ou imparfaitement suivi, des cellules résiduelles pluripotente non différenciées peuvent être accidentellement introduites dans l'organisme du patient (or elles ont un potentiel tumorigène), le tri cellulaire, l’utilisation de vecteurs non intégrants (comme les adénovirus) et l’optimisation des protocoles de différenciation afin de réduire au maximum ce risque sont encore en développement.
- le fardeau des coûts de demande d'homologation de mise sur le marché par l'industrie pharmaceutique est élevé, et il faudrait mener des essais à grande échelle. Ce fardeau tend à être reporté sur l'assurance publique (sécurité sociale...), qui risquent d'avoir à payer pour des traitements coûteux et non-prouvés. En 2024, le ministère japonais de la Santé, du Travail et du Bien-être social a publié des documents d'orientation précisant que l'approbation conditionnelle ne devrait pas être l'objectif ultime des entreprises.
- Tests d'innocuité : En 2025, les grands essais ne montrent pas encore de bénéfice clinique clair, et des doutes et inquiétudes concernant la sécurité ne sont pas levés. Néanmoins, plus de 60 essais cliniques sur les cellules iPS sont en cours dans le monde, localisés pour presqu'un tiers au Japon[25]. Des tests rigoureux d'innocuité, mais aussi d'efficacité sont obligatoires, avant leur utilisation clinique, mais ils prennent du temps[26]. Plusieurs pays se montrent pressés et préparent des approbations accélérées pour les produits basés sur des cellules (dits iPS)[27]. Ainsi, le Japon qui a, depuis les années 2010, massivement investi dans ces thérapies, espère dans les années 2020 être proche de résultats significatifs. Face aux pression du marché et des patients, il a créé en 2013 une homologation temporaire pour les produits de médecine régénérative (quand des essais cliniques initiaux ont conclu qu'ils sont sûrs et potentiellement efficaces). De 2015 à 2021, deux produits régénératifs et deux thérapies géniques ont reçu une approbation conditionnelle et provisoire au Japon, et deux restent en cours d'évaluation pour leur efficacité[28]. Des résultats récents sont porteurs d'espoirs, mais ils sont issus de petites études ouvertes (où les chercheurs et les participants savaient qui recevait quel traitement, ce qui peut influer les résultats de l'efficacité du traitement ou induire un biais de l'investigateur. D'autres études, plus poussées, sont donc en train d'être menées ou préparées[29].

## Réglementations

### Embryons et cellules souches embryonnaires
Depuis la loi du 6 août 2013, la recherche sur les embryons et les cellules souches embryonnaires est soumise à autorisation de l’Agence de la biomédecine (article L2151-5 du Code de la Santé publique). En particulier, la loi prévoit qu’« une recherche ne peut être menée qu’à partir d’embryons conçus in vitro dans le cadre d’une assistance médicale à la procréation qui ne font plus l’objet d’un projet parental et qui sont proposés à la recherche ».

### Cellules pluripotentes induites
Tant face à l’intérêt que face aux difficultés éthiques que soulèvent les cellules pluripotentes induites, le législateur a souhaité réagir. Le projet de loi bioéthique adopté le 29 juin 2021 entend innover en intégrant pour la première fois la notion de cellules pluripotentes dans le Code de la Santé publique. Certaines recherches devront être soumis à déclaration à l’Agence de la Biomédecine si ces projets ont pour objet la différentiation de ces cellules en gamètes, l’obtention de modèles de développement embryonnaire in vitro ou l’insertion de ces cellules dans un embryon animal dans le but de son transfert chez la femelle.

### Les médicaments de thérapie innovante
Un médicament de thérapie innovante (MTI) ou Advanced Therapy Medicinal Product (ATMP) est un médicament basé sur des cellules, des tissus ou des gènes, offrant des possibilités de traitement innovantes. Il existe 4 catégories de MTI : (1) Les médicaments de "thérapie génique", (2) Les médicaments de "thérapie cellulaire somatique", (3) Les médicaments "issus de l’ingénierie cellulaire ou tissulaire" et (4) Les médicaments "combinés de thérapie innovante". C’est une catégorie de médicament définie par la réglementation européenne. Les MTI sont soumis à la réglementation des Bonnes pratiques de fabrication alors que les produits de thérapie cellulaire et tissulaire sont soumis aux Bonnes pratiques de thérapie cellulaire et tissulaire.
Les médicaments de thérapie innovante (MTI), considérés comme des médicaments, doivent être fabriqués selon les bonnes pratiques de fabrication (BPF) et réglementés par l'ANSM en France. Ils peuvent être produits par des établissements pharmaceutiques privés ou des organismes à but non lucratif, ainsi que par des établissements de santé autorisés par dérogation pour la recherche biomédicale. Les MTI à finalité de préparation pharmaceutique (MTI-PP) peuvent être fabriqués soit par des établissements pharmaceutiques selon les BPF des médicaments, soit par des établissements autorisés par l'ANSM selon les BPF spécifiques des MTI-PP, tels que les unités de thérapie cellulaire, génique et tissulaire hospitalières.

#### Les médicaments de thérapie génique CAR-T cells
Les médicaments CAR-T cells sont une forme avancée d'immunothérapie ciblée contre le cancer, utilisant des lymphocytes T génétiquement modifiés pour exprimer un récepteur chimérique CAR, qui reconnaît spécifiquement les antigènes tumoraux, déclenchant ainsi une réponse immunitaire ciblée. Bien que basés sur des cellules, ils sont réglementairement classés comme des médicaments de thérapie génique en raison de leur modification génétique, leur effet thérapeutique étant directement lié à l'expression du récepteur CAR. Ces thérapies peuvent être autologues (provenant du patient) ou allogéniques (provenant de donneurs), avec des implications différentes en termes de production et d'administration.